# Chrześcijański libertarianizm
Chrześcijański libertarianizm – ideologia będąca połączeniem chrześcijańskich wierzeń dotyczących wolnej woli, natury ludzkiej czy godności człowieka z libertariańską myślą polityczną. Chrześcijańscy libertarianie nie identyfikują się z chrześcijańską lewicą, ani z chrześcijańską prawicą. Uważają, że oba te nurty zbyt często odwołują się do rozwiązań w działalności państwa.

## Założenia
Nurt ten wypływa z zasad teonomii. Teonomia oznacza Boże Prawo tak jak to zostało wyrażone wprost lub wyinterpretowane z Biblii. Zgodnie z tym co twierdzili chrześcijańscy rekonstruktywiści, oznacza to, że cała ludzka władza jest rzeczą względną (choć oczywiście nie wyeliminowana) w rozumieniu biblijnego objawienia.
Podstawy chrześcijańskiego libertarianizmu tworzy biblijne przekonanie, że Bóg obdarza człowieka wolnością (wolną wolą - ale nie należy tego rozumieć jako pozwolenie) do czynienia grzechu. Rezerwuje on dla siebie wieczne prawo do karania za większość grzechów. Nie powierza on władzy karania większości grzechów człowiekowi. Pismo Święte naucza chrześcijan aby posiadali pełnię Ducha i unikali pożądliwości, nie pozwala jednak ani państwu ani kościołowi zakazywania grzechów prawem. Państwo ma władzę karać kradzież a kościół może zakazać herezji, ale poza spisanym prawem Bożym i wyznaczoną przez nie sferą, nie mają one władzy ani prawa do osądzania. Chrześcijańscy libertarianie uważają, że Bóg nie dał państwu, rodzinie ani kościołowi prawa do karania za wszystkie grzechy. Mówią, że zemsta należy do Boga i on ukarze grzeszników we właściwym czasie.
Chrześcijańscy libertarianie nie uznają też władzy państwa, ponieważ uważają, że może ona służyć do narzucania innym swoich poglądów bądź wiary przez drugiego człowieka. Uważają, że państwo jest wrogiem prawdziwej natury człowieka, a także jego przeznaczenia.
Znany ze swoich libertariańskich poglądów, katolicki ksiądz James A. Sadowsky mówił: „Jest wielkim błędem dla ludzi religijnych by wzywać rządowego wsparcia. Ceną takiej pomocy jest służalczość wobec państwa”.
David Boaz, wiceprzewodniczący Cato Institute, w swojej książce Libertarianizm, przywołuje chrześcijańskie korzenie libertarianizmu w jednym z cytatów z VIII rozdziału Pierwszej Księgi Samuela:

To będzie prawo króla, który ma panować nad wami: Syny wasze brać będzie, i postawi je na woziech swych, i uczyni sobie jezdne, i którzy mają biegać przed poczwórnemi jego. I poczyni sobie tysiączniki setniki, i oracze ról swoich, i żeńce zboża, i rzemieślniki zbroi i wozów swoich. Córki téż wasze uczyni sobie aptekarki i kucharki i piekarki. Pola téż wasze i winnice i oliwnice co najlepsze weźmie, i rozda sługom swoim. Ale i ze zboża waszego, i z dochodów winnic dziesięcinę brać będzie, aby dał rzezańcom i służebnikom swoim: Sługi takież wasze i służebnice i młodzieńce co lepsze, i osły brać będzie, i obróci na robotę swoję. Z trzód téż waszych będzie brał dziesięcinę, a wy będziecie mu niewolnikami. I będziecie wołać w on dzień przed obliczem króla waszego, któregoście sobie obrali: a nie wysłucha was Pan dnia onego, żeście sobie prosili króla.

### Wolny rynek
Poparcie libertariańskich chrześcijan wywodzi się z ich przywiązania do zasad własności prywatnej oraz samoposiadania. Wskazują oni na sprzeciw chrześcijan wobec niewolnictwa, tego jak duży wpływ mieli na to zjawisko w czasach starożytnego Rzymu. Podkreślają, że żaden człowiek nie może posiadać drugiego. Także system posiadania rzeczy jest zgodny z ideologią libertariańską, czyli, że pierwszy posiadacz jest prawnym użytkownikiem i nikt siłą nie może mu tego odebrać.
Na podstawie zasad do własności prywatnej, chrześcijańscy libertarianie wskazują na wiele przykładów z Biblii, gdzie dochodzi do dobrowolnych interakcji. Według nich, Bóg nakazał "kochać bliźniego swego jak siebie samego", co oznacza wyjście do pokojowej współpracy i nie zmuszania nikogo do podziału dóbr.

### Stosunek do socjalizmu
Wierzą w charytatywność niewspieraną przez państwo oraz sprzeciwiają się rozwiązaniom proponowanym przez socjalistów. Nie zgadzają się z twierdzeniem, że Jezus zalecał redystrybucję dóbr oraz z porównywaniem wczesnochrześcijańskich społeczności do typowo socjalistycznych wspólnot. Uważają, że wcześni chrześcijanie nikogo nie zmuszali do dobroczynności i potrafili uszanować własność prywatną. Nie zgadzają się także z przekręconym biblijnym cytatem: "pieniądze są źródłem wszelkiego zła", który w oryginale brzmiał: "korzeniem wszelkiego zła jest miłość pieniędzy".

## Literatura i przedstawiciele[9]
Jest wiele książek, które miały wpływ na rozwój myśli chrześcijańskiego libertarianizmu. Są to między innymi:
- On Civil Government, David Lipscomb (1913)[10]
- Religion and Capitalism: Allies, Not Enemies, Edmund Opitz (1992)[11]
- The Libertarian Theology of Freedom, Edmund Opitz (1999)[12]
- Disciple of Liberty, Jason Rink (2010)[13]
- Christianity and War, Laurence Vance (2005)[14]
- Christian Theology of Public Policy, John Cobin (2006)[15]
- Foundations of Economics: A Christian View, Shawn Ritenour (2010)[16]
- The Church and the Market. A Catholic Defense of the Free Economy, Thomas Woods (2005), wyd. polskie "Kościół a wolny rynek. Katolicka obrona wolnej gospodarki", Fijorr Publishing, 2007[17]